# Thurn và Taxis

Huy hiệu của Thân vương xứ Thurn và Taxis

Vương tộc Thurn và Taxi (tiếng Đức: Fürstenhaus Thurn und Taxis [ˈtuːɐ̯n ʔʊnt ˈtaksɪs]) là một gia đình quý tộc Đức gốc Ý, họ là một phần của Briefadel, sau được nâng lên Freiherr, rồi Bá tước, đến năm 1695, Eugen Alexander Franz được nâng lên Thân vương đế chế, họ mua lại và sở hữu một số bá quốc. Gia tộc này tạo ra và điều hành công ty chủ chốt trong dịch vụ bưu chính ở châu Âu trong thế kỷ XVI, cho đến khi Đế chế La Mã Thần thánh tan rã vào năm 1806, và được biết đến rộng rãi với tư cách là chủ sở hữu của các nhà máy bia và ủy viên của một số lâu đài. Gia đình đã cư trú tại Regensburg từ năm 1748 với trụ sở tại Lâu đài St. Emmeram từ năm 1803. Gia tộc này là một trong những gia đình giàu có nhất ở Đức, và người đứng đầu Gia tộc hiện tại là Albert, Thân vương thứ 12 xứ Thurn và Taxis.
Các Bá quốc hoàng gia do gia tộc sở hữu đã rơi vào tay của các nhà nước lớn khác thông qua Hòa giải Đức, trong đó Vương quốc Württemberg (nhận Tu viện vương quyền Buchau, nay là Bad Buchau), ngoài ra một số lãnh thổ cũng được sáp nhập vào Vương quốc Bayern và Hohenzollern-Sigmaringen.

## Lịch sử

### Phát tích
Gia tộc Tasso (từ tiếng Ý có nghĩa là "lửng", con vật biểu tượng trên huy hiệu của gia tộc) là một dòng họ người Lombard ở vùng Bergamo. Những ghi chép sớm nhất cho thấy họ ở Almenno và Val Brembana vào khoảng năm 1200, trước khi họ chạy trốn đến ngôi làng xa hơn Cornello để thoát khỏi mối thù giữa gia tộc Colleoni (Guelf) và Suardi (Ghibelline) ở Bergamo. Khoảng năm 1290, sau khi Công quốc Milan chinh phục Bergamo, Omodeo Tasso đã đưa 32 người thân của mình vào Công ty Chuyển phát nhanh (Compagnia dei Corrieri) và liên kết Milan với Cộng hòa Venice và Rome. Vì nhận được sự bảo trợ của hoàng gia và giáo hoàng, những người phụ trách chuyển phát của ông hoạt động tương đối hiệu quả đến mức họ được biết đến với cái tên bergamaschi trên khắp Bán đảo Ý.
Ruggiero de Tassis phục vụ cho triều đình của Hoàng đế Friedrich III của Thánh chế La Mã vào năm 1443. Ông đã tổ chức một hệ thống bưu điện giữa Bergamo và Viên vào năm 1450; từ Innsbruck đến Ý và Styria vào khoảng năm 1460; và Viên với Brussels vào khoảng năm 1480. Sau thành công của mình, Ruggiero được phong tước hiệp sĩ và phong Valet de chambre. Janetto von Taxis được bổ nhiệm làm Giám đốc Dịch vụ Bưu chính tại Innsbruck vào năm 1489. Philip xứ Burgundy đã bổ nhiệm anh trai của Janetto là Francesco I de Tassis [it] lên chức đội trưởng vào năm 1502. Do tranh chấp về thanh toán với Philip, Francisco đã mở dịch vụ của mình cho công chúng sử dụng vào năm 1506. Năm 1512, gia đình được Hoàng đế Maximilian I của Thánh chế La Mã phong tước quý tộc. Đến năm 1516, Francisco chuyển cả gia đình tới Brussels thuộc Công quốc Brabant, nơi họ trở thành công cụ cho sự cai trị của Nhà Habsburg, liên kết Hà Lan Habsburg giàu có với triều đình Tây Ban Nha. Tuyến đường thông thường đi qua Vương quốc Pháp, nhưng tuyến đường phụ băng qua dãy Alps đến Cộng hòa Genova vẫn có sẵn trong thời điểm có chiến sự.

### Phân nhánh gia tộc và đổi họ
Khi Francisco qua đời vào năm 1517, Hoàng đế Karl V của Thánh chế La Mã đã bổ nhiệm cháu trai của Francisco là Johann Baptista von Taxis (1470-1541) làm Tổng quản lý của Reichspost. Johann Baptista được kế vị một thời gian ngắn bởi con trai cả của ông, Franz II von Taxis (1514-1543), sau cái chết bất ngờ của ông, gia tộc đã chia thành hai nhánh khác nhay. Con trai út là Leonhard I von Taxis, kế vị làm Generalpostmeister và là tổ tiên của gia tộc quý tộc Thurn và Taxis. Con trai lớn thứ hai của Johann Baptista, Raymond de Tassis (1515-1579), đảm nhận chức vụ tổng giám đốc bưu điện cho Vương quốc Tây Ban Nha và định cư ở Tây Ban Nha. Raymond kết hôn với giới quý tộc Tây Ban Nha, và con trai cả của ông là Juan de Tassis được Felipe III của Tây Ban Nha phong làm Bá tước xứ Villamediana vào năm 1603. Dòng dõi Tây Ban Nha của gia đình này đã tuyệt tự với Juan de Tassis, Bá tước thứ 2 xứ Villamediana, một nhà thơ nổi tiếng đã chết trong một hoàn cảnh bí ẩn vào năm 1622.
Năm 1608, dòng Brussels được nâng lên thành Nam tước cha truyền con nối, và vào năm 1642, dòng Innsbruck cũng vậy (hậu duệ của Gabriel de Tassis, mất năm 1529). Khi dòng dõi Brussels được nâng lên thành Bá tước cha truyền con nối vào năm 1624, họ cần có dòng dõi lừng lẫy để hợp pháp hóa việc dự định thăng tiến sâu hơn vào giới quý tộc cao. Alexandrine von Taxis đã ủy quyền cho các nhà phả hệ "làm rõ" nguồn gốc của họ, những người cho đến lúc đó chỉ được coi là một gia đình xuất thân từ các hiệp sĩ thời trung cổ đã trở thành thương gia. Giờ đây, họ tuyên bố, mặc dù không có bằng chứng tài liệu, rằng họ xuất thân từ gia đình quý tộc nổi tiếng người Ý Della Torre, hay Torriani, người đã cai trị ở Milan và Lombardy cho đến năm 1311. Sau đó, nộp đơn xin hoàng đế đổi tên. Với quá trình Đức hóa, huy hiệu biểu tượng của gia đình Milanese, tòa tháp (Torre), trở thành Thurn (một cách đánh vần tiếng Đức cổ hơn, ngày nay là Turm) và được đặt trước tên gia đình thực tế Tasso, được dịch là Taxis (một từ tiếng Đức cổ hơn), đánh vần cho Dachs = Badger). Tháp Torriani đã được thêm vào cùng với con lửng như một huy hiệu. Họ chính thức sử dụng dạng tên tiếng Đức của mình vào năm 1650, bao gồm cả dòng Innsbruck, vẫn tồn tại cho đến ngày nay.

### Nâng cấp thành Thân vương Đế chế
Năm 1681, nhánh Brussels được nâng lên thành thân vương ở Hà Lan thuộc Tây Ban Nha với Eugen Alexander Franz, Thân vương thứ nhất xứ Thurn và Taxis, với lãnh thổ Braine-le-Château (được mua lại năm 1670) trở thành lãnh địa thân vương trên danh nghĩa của ông (Principauté de la Tour et Tassis), và vào năm 1695 nâng cấp lên thành Thân vương đế chế theo lệnh của Hoàng đế Leopold I của Thánh chế La Mã, mặc dù vào thời điểm đó không có tài sản lãnh thổ nào tồn tại trong Đế chế La Mã Thần thánh. Việc gia nhập Hội đồng Thân vương trong Đại hội đế chế diễn ra vào năm 1704.

### Giữ chức Đại Chưởng ấn cha truyền con nối
Dòng Brussels chuyển đến Frankfurt vào năm 1703 do Chiến tranh Kế vị Tây Ban Nha; trụ sở mới của gia tộc họ được xây dựng từ năm 1731 là Palais Thurn und Taxis. Hoàng đế Karl VII của Thánh chế La Mã bổ nhiệm Alexander Ferdinand, Thân vương thứ 3 xứ Thurn và Taxis làm Ủy viên trưởng (Đại Chưởng ấn) của Đại hội Đế chế vào năm 1743. Do đó, ông chuyển đến Regensburg, nơi Nghị viện tọa lạc, vào năm 1748. Vị trí này trở thành cha truyền con nối trong một gia đình có trụ sở tại đây, họ sống ở những ngôi nhà khác nhau ở đó, nhưng trụ sở chính của công ty Bưu chính vẫn ở Frankfurt. Khi Tu viện Saint Emmeram ở Regensburg được thế tục hóa vào năm 1803, các tòa nhà của tu viện đã được tặng cho các Thân vương xứ Thurn và Taxi, những người đã chuyển đổi chúng thành nơi ở, từ đó trở đi được gọi là Schloss Thurn và Taxi, đôi khi còn được gọi là Cung điện Saint Emmeram. Nó vẫn là trụ sở của gia đình họ cho đến ngày nay.

### Mua đất và lập quốc
Vào năm 1786, Karl Anselm, Thân vương thứ 4 xứ Thurn và Taxis, đã mua lại Bá quốc Friedberg thuộc vùng Thượng Swabia với các lãnh địa Scheer, Dürmentingen và Bussen từ các Thân vương xứ Waldburg, các lãnh thổ này này từ năm 1787 được gọi là Bá quốc Friedberg-Scheer. Chỉ sau đó Thurn và Taxis mới cai trị điền trang đế chế của họ trong 20 năm, nhưng nguồn thu nhập chính của họ vẫn là từ việc kinh doanh ngành bưu chính.

### Hậu Đế chế La Mã
Gia tộc này điều hành Bưu điện Thurn-und-Taxis, kế thừa của Đế chế Đế chế La Mã Thần thánh, từ năm 1806 đến năm 1867. Dịch vụ bưu chính của họ dần bị thất truyền qua nhiều thế kỷ, mạng lưới Tây Ban Nha bị hoàng gia mua lại vào thế kỷ XVIII và bưu điện Đức được Vương quốc Phổ mua sau khi Thành bang Tự do Frankfurt sụp đổ vào năm 1866. Bằng cách đầu tư thu nhập từ kinh doanh bưu chính - sau này cũng là các khu định cư để có được quyền bưu chính - vào nhiều điền trang, một số lượng lớn rừng và trang trại và các lâu đài cũng được thêm vào tài sản của gia đình, đặc biệt là từ tài sản của nhà thờ thế tục hóa, trong số đó có Tu viện Buchau, Tu viện Marchtal, Tu viện Neresheim, Tu viện Ennetach, Tu viện Siessen, và những nơi khác. Năm 1803 họ được gọi là Thân vương quốc Hoàng gia Buchau. Các tòa nhà của các tu viện này hầu hết được tặng lại cho nhà thờ vào thế kỷ XX, nhưng đất đai vẫn tiếp tục về các thân vương. Bên cạnh Cung điện St Emmeram, Thân vương hiện tại vẫn sở hữu Lâu đài Taxis (Trugenhofen) và Lâu đài Garatshausen tại Feldafing trên Hồ Starnberg.

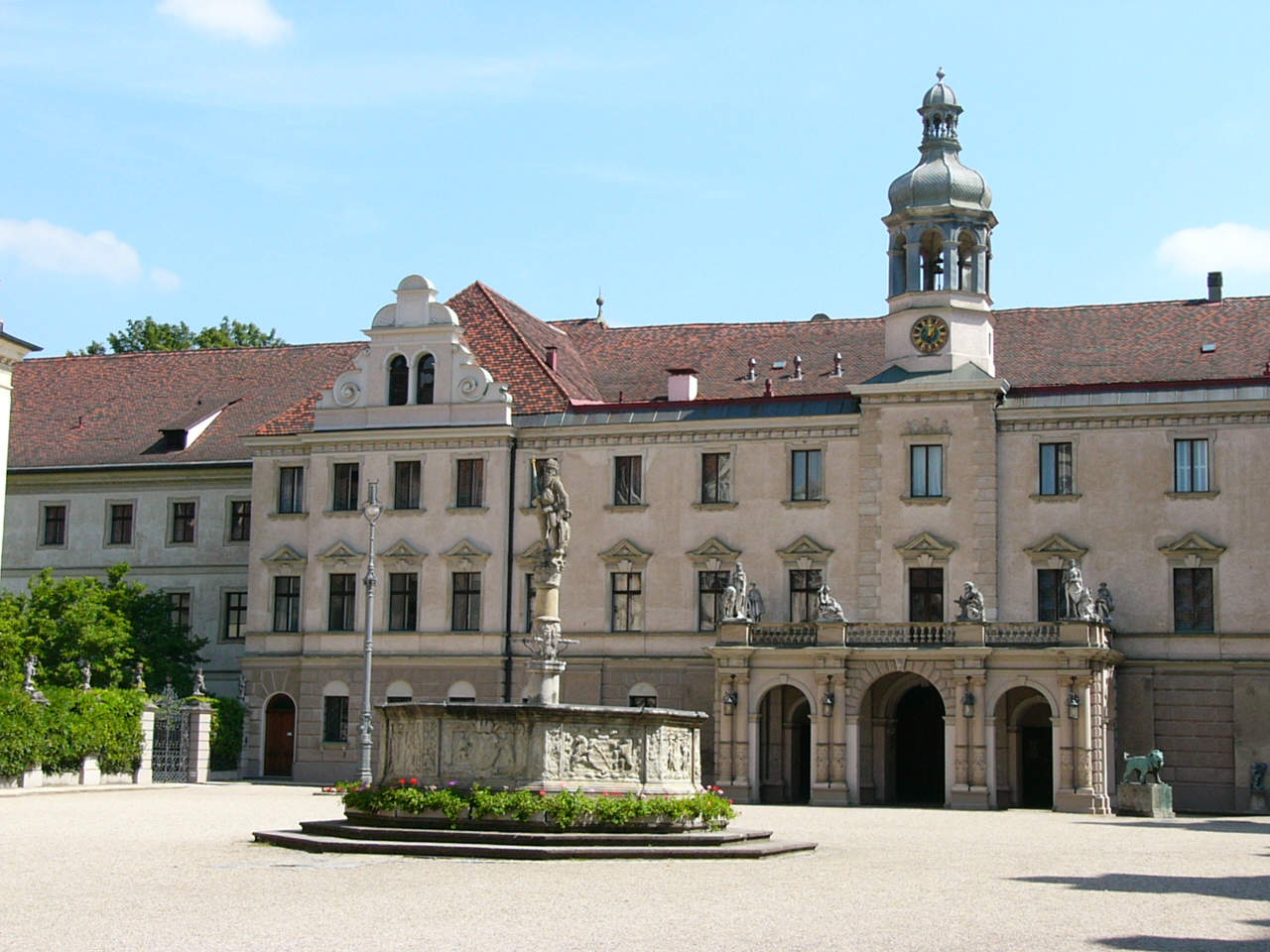
Một gốc nhỏ nơi ở của gia đình tại Cung điện Saint Emmeram ở Regensburg, Đức

Rainer Maria Rilke đã viết Duino Elegies của mình khi đến thăm Thân vương nữ Marie xứ Thurn và Taxi (nhũ danh Thân vương phu nhân xứ Hohenlohe, vợ của Thân vương Alexander) tại Lâu đài Duino của gia đình cô. Rilke sau đó đã dành tặng cuốn tiểu thuyết duy nhất của mình (The Notebooks of Malte Laurids Brigge) cho thân vương nữ, người bảo trợ cho ông. Con trai của bà là Thân vương Alexander (1881–1937) trở thành công dân Ý tên là Principe della Torre e Tasso và được vua Ý phong Công tước xứ Castel Duino vào năm 1923. Ngày nay Lâu đài Duino thuộc về cháu trai của ông, Thân vương Carlo della Torre e Tasso, Duca di Castel Duino (sinh năm 1952). Chi nhánh Duino là một phần của chi nhánh Séc của gia tộc vào đầu thế kỷ XIX đã định cư ở Bohemia (nay là Cộng hòa Séc).
Một số thành viên trong gia đình đã từng là Hiệp sĩ Malta.
Cho đến năm 1919, tước hiệu của người đứng đầu gia đình quý tộc là Serene Highness Fürst von Thurn und Taxis, Thân vương xứ Buchau và Thân vương xứ Krotoszyn, Công tước xứ Wörth và Donaustauf, Bá tước xứ Friedberg-Scheer, Bá tước xứ Valle-Sássina, Marchtal, Neresheim, v.v., Tổng Giám đốc Bưu điện cha truyền con nối.
Người đứng đầu hiện tại của nhà Thurn và Taxis là Albert II, Thân vương thứ 12 xứ Thurn và Taxis, con trai của Thân vương Johannes và vợ ông là Gloria. Gia đình này là một trong những gia đình giàu có nhất ở Đức. Nhà máy bia của gia đình đã được bán cho Tập đoàn Paulaner của Munich vào năm 1996, nhưng họ vẫn sản xuất bia dưới thương hiệu Thurn und Taxis.

## Các Thân vương của Gia tộc Thurn và Taxis
- Eugen Alexander, Thân vương thứ nhất 1695–1714 (1652–1714)
  -  Anselm Franz, Thân vương thứ 2 1714–1739 (1681–1739)
    -  Alexander Ferdinand, Thân vương thứ 3 1739–1773 (1704–1773)
      - Karl Anselm, Thân vương thứ 4 1773–1805 (1733–1805)
        -  Karl Alexander, Thân vương thứ 5 1805–1827 (1770–1827)
          -  Maximilian Karl, Thân vương thứ 6 1827–1871 (1802–1871)
            -  Maximilian Anton, Thân vương thế tục xứ Thurn và Taxis (1831–1867)
              - Maximilian Maria, Thân vương thứ 7 1871–1885 (1862–1885)
              -  Albert I, Thân vương thứ 8 1885–1952 (1867–1952)
                - Franz Joseph, Thân vương thứ 9 1952–1971 (1893–1971)
                  -  Thân vương Gabriel (1922–1942)

                - Karl August, Thân vương thứ 10 1971–1982 (1898–1982)
                  -  Johannes Baptista, Thân vương thứ 11 1982–1990 (1926–1990)
                    -  Albert II, Thân vương thứ 12 1990–nay (sinh năm 1983)

                - Thân vương Raphael Rainer (1906–1993)
                  -  Thân vương Max Emanuel (1935–2020), hai người con trai không có quyền thừa kế tước vị

                -  Thân vương Philipp Ernst (1908–1964)
                  -  Thân vương Albert Friedrich (1930–2021)

      -  Thân vương Maximilian Joseph (1769–1831), người sáng lập chi nhánh gia đình ở Séc
        -  Thân vương Karl Anselm (1792–1844)
          -  Thân vương Hugo Maximilian (1817–1889)
            -  Thân vương Alexander Johann (1851–1939)
              - Thân vương Erich Lamoral (1876–1952)
                -  Thân vương Johann von Nepomuk (1908–1959)
                  - (1) Thân vương Friedrich (sinh năm 1950), Người thừa kế giả định
                  - (2) Thân vương Karl Ferdinand (sinh năm 1952), ba người con trai không có quyền thừa kế tước vị
                  -  (3) Thân vương Maximilian (sinh năm 1955)

              -  Thân vương Alexander (1881–1937), Thân vương thứ nhất della Torre e Tasso và Công tước xứ Castel Duino 1923–1937 (một số người thừa kế không có quyền thừa kế tước vị)
                -  Thân vương Raimundo 
                  -  Thân vương Carlo 

                -  Thân vương Luigi 
                  - Thân vương Alessandro

                - Thân vương nữ Margarete

Gia đình Thurn và Taxis thu hút sự chú ý lớn của giới truyền thông trong suốt cuối những năm 1970 đến giữa những năm 1980 khi Thân vương Johannes kết hôn với Nữ bá tước Mariae Gloria xứ Schönburg-Glauchau, thành viên của một gia đình quý tộc Hòa giải Đức nghèo khó. Lối sống hoang dã, "Jet set" của cặp đôi và vẻ ngoài quá đỉnh của Thân vương phu nhân Gloria (đặc trưng bởi màu tóc sáng và trang phục Avant-garde) đã khiến cô có biệt danh là "Princess TNT ".

## Văn hóa đại chúng
- Sự độc quyền bưu chính của gia tộc Thurn và Taxis là trọng tâm trong cốt truyện của tác phẩm The Crying of Lot 49 của Thomas Pynchon.
- Trò chơi board game Thurn and Taxis của Andreas Seyfarth và Karen Seyfarth được lấy cảm hứng từ gia tộc này.
- Nhân vật chính trong bài Elegy for Angels and Dogs của Walter Jon Williams là người đứng đầu gia tộc Thurn und Taxis.
- Thurn und Taxis cũng được đề cập trong một số tập của 163x series của Eric Flint và những người khác, ví dụ: 1635: Sự cố Dreeson và 1636: Cuộc nổi dậy của người Sachsen.
- Phần 3, Tập 4 của chương trình truyền hình The Good Place có một nhân vật tên là "Nữ nam tước von Thurn und Taxis" do Ilka Urbach thủ vai.